# Предполетна инспекция
Предполетната инспекция (на английски: pre-flight inspection) се състои в проверка на определени елементи на въздухоплавателно средство преди неговото излитане, породена от съображения за сигурност. Пилотът проверява най-вече външните елементи (в това число и колесниците), а също така преглежда и за следи от керосин или друг вид гориво. Обикновено една инспекция започва от кокпита и завършва с цялостен оглед.